# Magyarországon működő egyházak, felekezetek listája
Magyarországon 2012. január 1-jétől a 2011. évi CCVI. törvény szabályozza a magyarországi egyházak jogállását.

## A törvényben felsorolt egyházak 2012-től
A lelkiismereti és vallásszabadság jogáról, valamint az egyházak, vallásfelekezetek és vallási közösségek jogállásáról szóló 2011. évi CCVI. törvény Melléklete szerint az Országgyűlés által elismert magyarországi egyházak, vallásfelekezetek és vallási közösségek  a következők (az első 14 egyházat ismerték el a törvény megjelenésekor a mellékletben, 2012. március 1-jétől hatályos; 15–32.: 2012. évi VII. törvény 1. §, 2012. március 1-jétől hatályos):
1. Magyar Katolikus Egyház
2. Magyarországi Református Egyház
3. Magyarországi Evangélikus Egyház
4. Magyarországi Zsidó Hitközségek Szövetsége
5. Egységes Magyarországi Izraelita Hitközség (Statusquo Ante)
6. Magyarországi Autonóm Orthodox Izraelita Hitközség
7. Budai Szerb Ortodox Egyházmegye
8. Konstantinápolyi Egyetemes Patriarchátus – Magyarországi Ortodox Exarchátus
9. Magyarországi Bolgár Ortodox Egyház
10. Magyarországi Román Ortodox Egyházmegye
11. Orosz Ortodox Egyház Magyar Egyházmegyéje (Moszkvai Patriarkátus)
12. Magyar Unitárius Egyház Magyarországi Egyházkerülete
13. Magyarországi Baptista Egyház
14. HIT Gyülekezete
15. Magyarországi Metodista Egyház
16. Magyar Pünkösdi Egyház
17. Skóciai Szent Margit Anglikán Episzkopális Egyház
18. Erdélyi Gyülekezet
19. Hetednapi Adventista Egyház
20. Magyarországi Kopt Ortodox Egyház
21. Magyar Iszlám Közösség (Magyarországi Iszlám Tanács*)
22. Magyarországi Muszlimok Egyháza (Magyarországi Iszlám Tanács*)
23. Krisztusban Hívő Nazarénusok Gyülekezete
24. Magyarországi Krisna-tudatú Hívők Közössége
25. Üdvhadsereg Szabadegyház Magyarország
26. Az Utolsó Napi Szentek Jézus Krisztus Egyháza
27. Magyarországi Jehova Tanúi Egyház
28. Tan Kapuja Buddhista Egyház (Buddhista vallási közösségek*)
29. Buddhista Misszió Magyarországi Arya Maitreya Mandala (Buddhista vallási közösségek*)
30. Magyarországi Karma Kagyüpa Buddhista Közösség (Buddhista vallási közösségek*)
31. Magyarországi Chanbuddhista Egyház (Buddhista vallási közösségek*)
32. Gyémánt Út Buddhista Közösség (Buddhista vallási közösségek*)
(*) MegjegyzésA „Magyarországi Iszlám Tanács” és a „Buddhista vallási közösségek” megnevezések szerepeltek a nyilvántartási kérelem benyújtásakor, illetve a parlamenti szavazáskor, de a két nappal később megjelent törvény 2. §-a már külön nevesíti a virtuális közösségekhez tartozó nyilvántartásba kerülő egyházakat (21−22., 28−32.)

## Magyarországi működő vallási közösségek 2012 előtt
A címben szereplő „vallási közösségek” kifejezés bonyolult szociológiai, jogi és vallási összefüggéseket vesz figyelembe. Bizonyos szempontból ugyanis minden olyan közösség, amely önmagát vallásinak tartja és mondja, vallási közösségnek tekintendő. Jogi értelemben Magyarországon (is) a vallásszabadságról szóló törvény a közös vallásgyakorlás alapvető emberi jogát is deklarálja. Vagyis a közös vallásgyakorlás által meghatározott közösségek vallási közösségeknek tekintendők. Szűkebben a magyarországi vallásszabadságról és egyházakról szóló törvény alapján bejegyzett közösségeket a törvény „egyházaknak” tekinti, amely ugyanakkor nem fedi minden esetben sem a szociológiai, sem a vallási közösségek öndefinícióját figyelembe vevő elnevezéseket. A vallási közösségeknek létezik egy olyan köre, amely magát vallásinak nevezi, de az említett törvény alapján nem igényelt bejegyzést. Továbbá létezik egy olyan kör is, amelybe azok a vallási közösségek tartoznak, amelyek ugyan az említett törvény alapján jogilag egyháznak tekintendők, valójában azonban valamely egyháznak meghatározott szervezeti egységei.
Az alábbi lista olyan összeállítás, amely számos forrásra alapoz, de nem tekinthető „hivatalosnak”. Magyarországon bárki által hozzáférhető egyházlista nem létezik. Az egyházak nyilvántartását a Fővárosi Bíróság  végzi.
1. A Keresztény Közösség Mozgalom a Vallási Megújulásért
2. Agapé Gyülekezetek Közössége[5]
3. Akia Egyház
4. Ámen Gyülekezet
5. Ananda Marga (Tantra Yoga)
6. ANKH Az Örök Élet Egyháza
7. Árkádia Fényeinek Spirituális Egyháza
8. Árpád Rendjének Jogalapja Tradicionális Egyház
9. Átama-Árja Tantra Mandala
10. Babalon Páholy
11. Békesség Egyháza
12. Békevár Baptista Gyülekezet
13. Biblia Baptista Gyülekezet
14. Bibliai Szeretet Szövetség
15. Boldog Isten Gyülekezete
16. Boldog Özséb Szeretet Egyháza
17. Brahma Kumaris (Raja Yoga)
18. Budai Görögkeleti Szerb Egyházmegye
19. Budapesti Autonóm Gyülekezet
20. Budapesti Kegyelem Metodista Gyülekezet
21. Budapesti Kínai Keresztyén Gyülekezet
22. Budapesti Nemzetközi Egyház
23. Budapesti Teljes Evangéliumi Gyülekezet
24. Buddhista Misszió Magyarországi Arya Maitreya Mandala
25. Buddhista Vipasszaná Társaság
26. Ceglédi Gyülekezet
27. CCC Magyarország
28. Ching Hai (A Legfőbb Mester) Közössége
29. Család
30. Csend Hangja Egyház
31. Danube Nemzetközi Egyház
32. Derű Egyháza
33. Dharmaling Buddhista Közösség
34. Ében-Haézer Gyülekezet
35. Eckankar
36. Egyesítő Egyház
37. Egyesült Protestáns Egyház
38. Egyetemes Szeretet Egyháza
39. Egységes Magyarországi Izraelita Hitközség
40. Élet Gyülekezete
41. Életenergia Közössége Független Szellemi Rend
42. Élő Ige Gyülekezete Teljes Evangéliumi Keresztény Egyház
43. Élő Isten Gyülekezete
44. Élő Szó Gyülekezete
45. Emberi Lehetőség Független Szellemi Rend
46. Emberiség Egysége
47. MPE Agapé Pünkösdi Gyülekezet
48. Erdélyi Gyülekezet
49. Esztergomi Autonóm Gyülekezet
50. Esztergomi Teljes Evangéliumi Közösség, Újszövetségi Gyülekezet
51. Evangéliumi Barátság Egyház
52. Evangéliumi Keresztények Gyülekezete
53. Evangéliumi Pünkösdi Közösség Sion Gyülekezete
54. Evangéliumi Szabad Eklézsia
55. Ezoterikus Tanok Egyháza
56. Fehér Sas Páholy
57. Fehérlótusz Közösség
58. Felebarát Evangéliumi Közösség
59. Feléledési Közösség
60. Fény Gyermekei Magyar Esszénus Egyház
61. Fény Lovagjainak és Testvériségének Egyháza
62. Forrás Egyháza
63. Forrás Keresztény Gyülekezet
64. Fraternitas Mercurii Hermeti
65. Független Történelmi Protestáns Egyház
66. Golgota Keresztény Gyülekezet
67. Grál-Üzenet Mozgalom
68. Gyémánt Út Buddhista Közösség
69. Hajnalhasadás Páholy
70. Helyi Gyülekezet
71. Hetednap Adventista Reformmozgalom
72. Hetednapi Adventista Egyház
73. Hindu Vaisnava Egyház
74. Hit Gyülekezete
75. Idegen, Fejlettebb Intelligenciában Hívők Közössége Egyház
76. Jehova tanúi
77. Igazság Oszlopa Teljes Evangéliumi Keresztény Egyház
78. Imádság Háza Teljes Evangéliumi Gyülekezet
79. Immánuel Gyülekezet
80. Issihia Misztikus Központ
81. Isten a Szeretet Egyház
82. Isten Egyháza
83. Isten Egyházának Keresztény Gyülekezetei
84. Isten Gyülekezete – Vallási Közösség
85. Isten Gyülekezete, Egyesült Pünkösdi Egyház
86. Isten Gyülekezetei Szövetségi Missziója
87. Iszlám Egyház
88. Izrael Szentjének Szentlélek Gyülekezete
89. Jászsági Gyülekezet
90. Jövő Hídja Szabadegyház
91. Karma Decsen Özel Ling Budapest, Tibeti Buddhista Közösség
92. Katolikus Apostoli Egyház
93. Kelta-Wicca Hagyományőrzők Egyháza
94. Keresztény Advent Közösség
95. Keresztény Család Gyülekezet
96. Keresztény Élet Központ
97. Keresztény Testvéri Közösség
98. Keresztények gyülekezete "dunaföldváriak"
99. Keresztyén Testvérgyülekezet
100. Konstantinápolyi Egyetemes Patriarchátus Magyarországi Orthodox Exarchátus
101. Koreaiak Magyarországi és Közép-Európai Keresztény Gyülekezete
102. Kozmo Jóga Kozmosz Univerzális Szeretet Egyház
103. Kozmosz Univerzális Szeretet Egyház
104. Kőszikla Teljes Evangéliumi Gyülekezet
105. Közép- és kelet-európai (Református) Presbiteriánus Egyház
106. Közösség a Születés Méltóságáért
107. Krisztadelfiánusok
108. Krisztus Kegyelme Gyülekezet
109. Krisztus Követői
110. Krisztus Magyarországi Egyháza
111. Krisztus Minden Nemzeté Magyarországi Cigány Karizmatikus Keresztény Gyülekezet
112. Krisztus Szeretete Egyház
113. Krisztusban Hívő Nazarénusok Gyülekezete
114. Krisztusközösség
115. Kvanum Zen Iskola Magyarországi Közössége
116. Lángoló Szív Női Rend
117. Lélek Egyház
118. Magyar Atlasz Társaság Egyesület
119. Magyar Boszorkányszövetség
120. Magyar Brahmana Misszió
121. Magyar Evangéliumi Egyház
122. Magyar Iszlám Közösség
123. Magyar katolikus egyház
124. Magyar Pünkösdi Egyház
125. Magyar Taoista Egyház
126. Magyar Vaisnava Hindu Misszió
127. Magyar Vallás Közösség
128. Magyarországi Autonóm Orthodox Izraelita Hitközség
129. Magyarországi Bahá’i Közösség
130. Magyarországi Baptista Egyház
131. Magyarországi Biblia Szól Egyház
132. Magyarországi bolgár ortodox egyház
133. Magyarországi Chanbuddhista Egyház
134. Magyarországi Church Of God Egyház
135. Magyarországi Csan Buddhista Közösség
136. Magyarországi Dzogcsen Közösség
137. Magyarországi Evangélikus Egyház
138. Magyarországi Evangéliumi Testvérközösség
139. Magyarországi Jehova Tanúi Egyház
140. Magyarországi Karma Kagyüpa Buddhista Közösség
141. Magyarországi Késői Eső Gyülekezet
142. Magyarországi kopt ortodox egyház
143. Magyarországi Krisna-tudatú Hívők Közössége
144. Magyarországi Metodista Egyház
145. Magyarországi Muszlimok Egyháza
146. Magyarországi Nyingmapa Közösség
147. Magyarországi Orthodox Exarchátus
148. Magyarországi Ókatolikus Egyház
149. Magyarországi Örmény Egyház
150. Magyarországi Pantholokatholikus Tradicionális Egyház
151. Magyarországi Református Egyház
152. Magyarországi Román Ortodox Egyházmegye
153. Magyarországi Szabadkeresztyén Gyülekezet
154. Magyarországi Szcientológia Egyház
155. Magyarországi Új Apostoli Egyház
156. Magyarországi Unitárius Egyház
157. Magyarországi XuYun Buddhista Cha Központi Egyház
158. Magyarországi Zen (Fehérlótusz) Közösség
159. Magyarországi Zen Közösség
160. Magyarországi Zsidó Hitközségek Szövetsége
161. Mantra Magyarországi Buddhista Egyház
162. Mahá Maitrí Buddhista Közösség
163. Maranatha Lelkiismereti és Ideológiai Egyházközösség
164. Megújulás Imacsoport Missziós Gyülekezet
165. Megyeri Keresztény Vallási Közösség
166. Menóra Messiási Közösség
167. Mesterek Ösvénye
168. Metafizikai Hagyomány Egyháza
169. Mezőkövesdi Teljesevangéliumi Keresztyén Gyülekezet
170. Mokusho Zen Közösség
171. Moszkvai Patriarhátus Magyar Ortodox Egyházmegye
172. Myrai Szent Miklós Keresztény Egyház
173. Nap Szíve Lovagrend
174. Natio Illyríca Keresztény Egyház
175. Názáreti Egyház
176. Négyszegletkő Apostoli Hit Nemzetközi Egyház
177. Németajkú Evangélikus Gyülekezet
178. Németajkú Katolikus Gyülekezet
179. Németajkú Református Gyülekezet
180. Nyújtsd Ki Kezed Krisztusért Szeretet Gyülekezet
181. Olajfák Gyülekezet
182. Onedropzendo Zen Közösség
183. Om Vishwa Guru Deep Hindu Mandir Mahaprabhuji A Világmindenség Guruja Hindu Vallási Közösség és Szellemi Iskola
184. Omega Gyülekezet
185. Osho / Shree Rajneesh Közössége
186. Ökumenikus Egyház
187. örmény apostoli ortodox egyház
188. Őskeresztyén Apostoli Egyház
189. Ősmagyar Egyház
190. Ősmagyar Táltos Egyház
191. Paksi Gyülekezet
192. Paulus Evangéliumi Közösség
193. Presbiteriánus egyház
194. Rime Buddhista Központ
195. Resztoránus Egyesület
196. Reformált Evangéliumi Egyház - CREC
197. Magyarországi Arany Rózsakereszt Vallásközösség – Lectorium Rosicrucianum
198. Saints RIME Tenzin Sedrup Ling Rime Buddhista Centrum
199. Sekina Gyülekezet
200. Shalom Biblia Gyülekezetek
201. Skót Presbiteriánus Egyház Missziója
202. Sodalitas Mithraica Hitvalló Egyház
203. Sophia Perennis Egyháza
204. Sri Chinmoy Center (Integral Yoga)
205. Sri Sathya Sai Baba Székesegyháza
206. Szabad Evangéliumi Egyház
207. Szakja Tasi Csöling Buddhista Egyházközösség
208. Szangye Menlai Gedün, A Gyógyító Buddha Közössége
209. Székesfehérvári Keresztény Közösség Egyház
210. Szent Margit Anglikán Episzkopális Egyház
211. Szim Salom Progresszív Zsidó Hitközség
212. Szív Szeme Kontemplatív Rend
213. Szolnoki Gyülekezet
214. Szőlőskert Keresztyén Közösség
215. Szövetség Teljes Evangéliumi Gyülekezet
216. Születés Egyháza
217. Tan Kapuja Buddhista Egyház
218. Teljes Evangéliumi Keresztyén Közösség Mahanaim Gyülekezet
219. Teljesség Forrásának Egyháza
220. Természetellenes Kilátástalanság Karmikus Gyülekezete
221. Tiszta Lelkű Emberek Egyháza
222. Trollhättani Svéd Pünkösdi Missió Forrás Gyülekezet
223. Az Univerzum Egyháza
224. Új Egyház
225. Új Jeruzsálem Gyülekezet
226. Újjászületett Keresztények Teljes Evangéliumi Gyülekezete
227. Újszövetség Egyháza
228. Újszövetség Gyülekezet
229. Univerzális Élet
230. Üdvhadsereg Szabadegyház Magyarország
231. Üdvösség Hirdetői Egyház
232. Üzenet-közösségek
233. Vishwa Nirmala Dharma Magyarországi Közössége